# Rắn rồng Trung Quốc
Rắn rồng Trung Quốc (danh pháp khoa học: Sibynophis chinensis) là một loài rắn trong họ Rắn nước. Loài này được Günther mô tả khoa học đầu tiên năm 1889.

## Phân loài
Theo The Reptile Database thì loài này có 3 phân loài:
- Sibynophis chinensis chinensis (Günther, 1889): Việt Nam, nam Trung Quốc (Giang Tô, Chiết Giang, Phúc Kiến, Quảng Đông, Hải Nam, Quảng Tây, Hồ Nam, Hồ Bắc, Tứ Xuyên, Hồng Kông), Đài Loan.
- Sibynophis chinensis grahami (Boulenger, 1904): Vân Nam.
- Sibynophis chinensis miyiensis Zhao & Kou, 1987: Tứ Xuyên.

## Hình ảnh

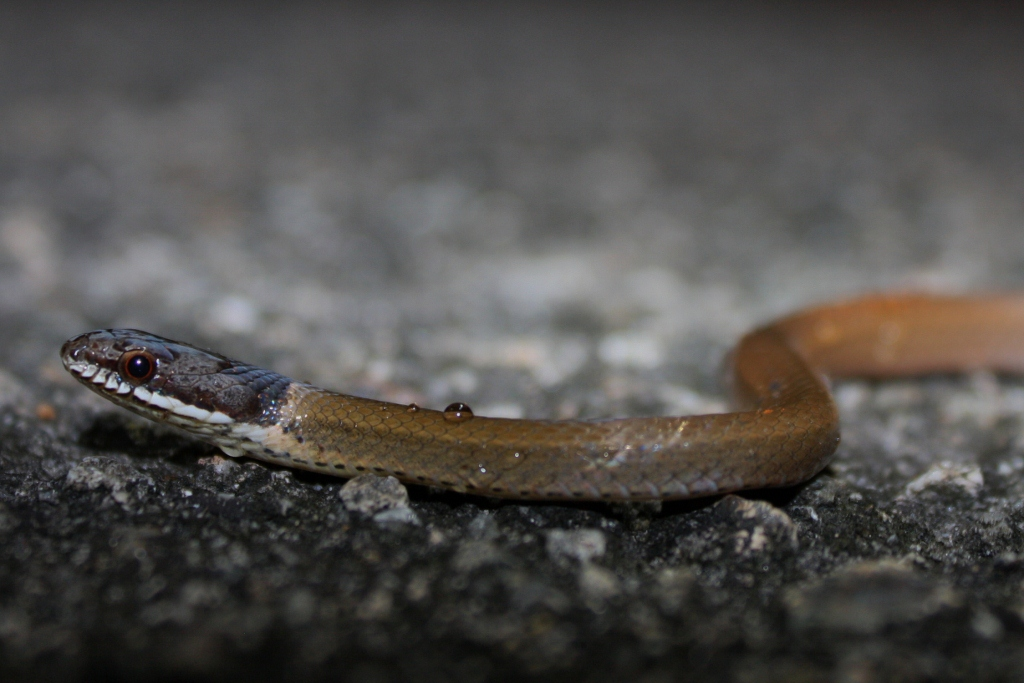
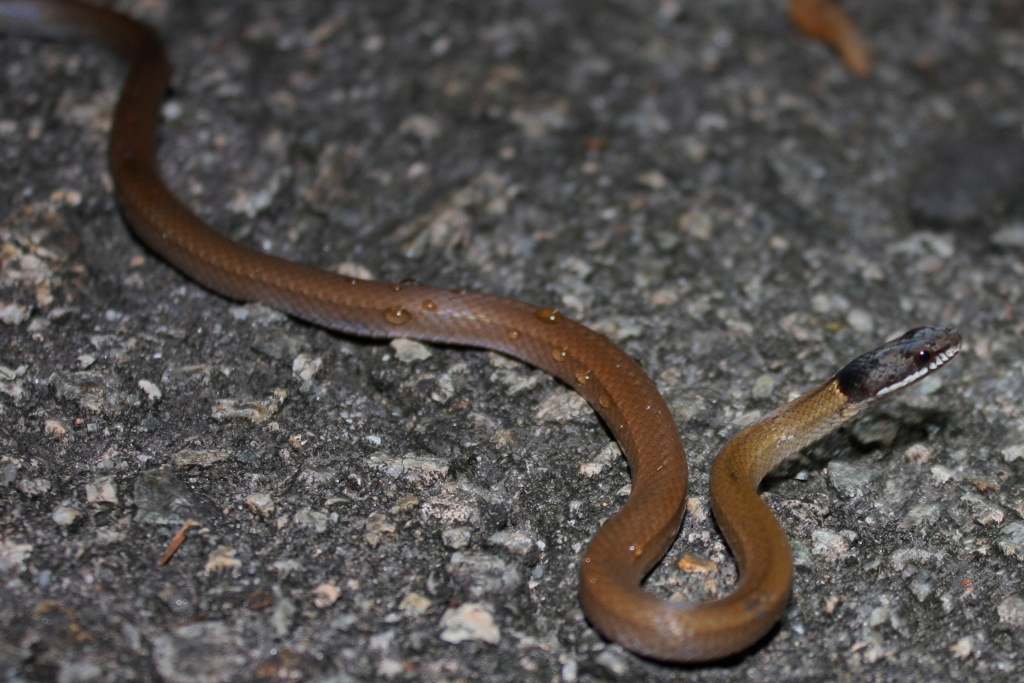
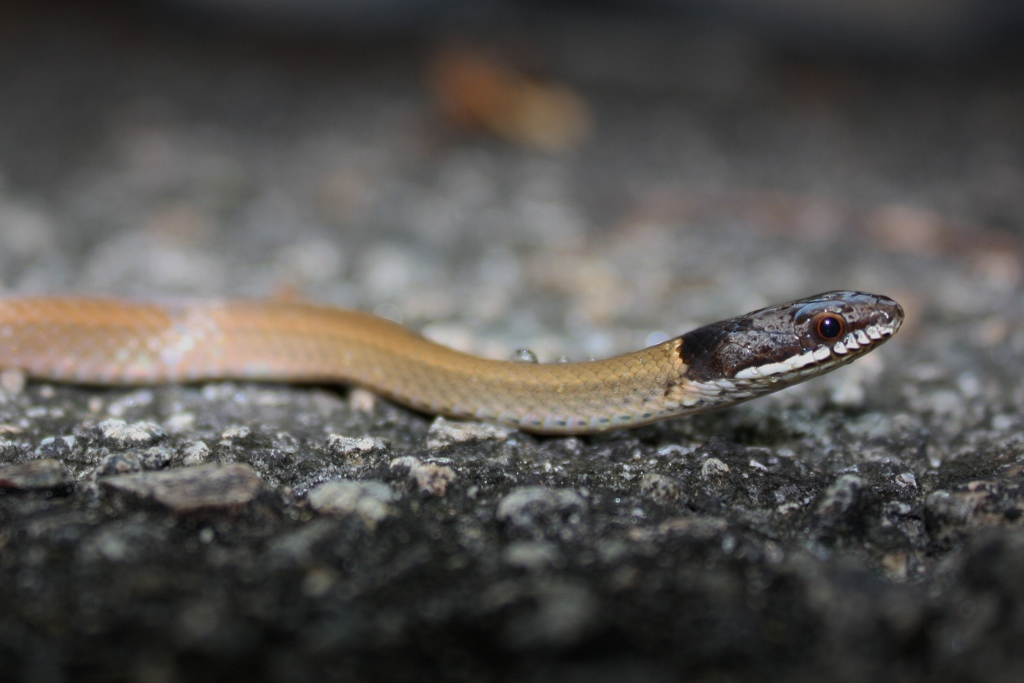